# Yuto Takeshita
Yuto Takeshita (17 giugno 2000) è un lottatore giapponese, specializzato nella lotta libera.

## Palmarès
- Campionati asiatici

Almaty 2021: bronzo nei 57 kg.